# Rudy Varane
Rudy William Xavier Varane (26 novembre 2003) è un calciatore francese, di origni martinicane, attaccante del Club Péléen e della nazionale martinicana.

## Carriera

### Club
Ha iniziato a giocare a calcio in Martinica con il Club Péléen, per poi passare all'Assaut nel 2019. Dopo una sola stagione è rientrato al Péléen ed un anno più tardi è approdato in Francia al Santes, dove ha giocato in prestito per una stagione. Nel 2022 ha fatto rientro al Péléen.
Fra il 2024 ed il 2025 ha effettuato dei provini con Digione, Bastia e Lilla.

### Nazionale
Ha debuttato con la nazionale martinicana il 24 marzo 2024 nell'incontro amichevole pareggiato 1-1 contro il Suriname. Il 9 settembre seguente ha segnato il suo primo gol nella partita di CONCACAF Nations League pareggiata 2-2 contro la Guyana.

## Statistiche

### Cronologia presenze e reti in nazionale
| Cronologia completa delle presenze e delle reti in nazionale ― Martinica | Cronologia completa delle presenze e delle reti in nazionale ― Martinica | Cronologia completa delle presenze e delle reti in nazionale ― Martinica | Cronologia completa delle presenze e delle reti in nazionale ― Martinica | Cronologia completa delle presenze e delle reti in nazionale ― Martinica | Cronologia completa delle presenze e delle reti in nazionale ― Martinica | Cronologia completa delle presenze e delle reti in nazionale ― Martinica | Cronologia completa delle presenze e delle reti in nazionale ― Martinica |
| Data                                                                     | Città                                                                    | In casa                                                                  | Risultato                                                                | Ospiti                                                                   | Competizione                                                             | Reti                                                                     | Note                                                                     |
| ------------------------------------------------------------------------ | ------------------------------------------------------------------------ | ------------------------------------------------------------------------ | ------------------------------------------------------------------------ | ------------------------------------------------------------------------ | ------------------------------------------------------------------------ | ------------------------------------------------------------------------ | ------------------------------------------------------------------------ |
| 24-3-2024                                                                | Almere                                                                   | Suriname                                                                 | 1 – 1                                                                    | Martinica                                                                | Amichevole                                                               | -                                                                        | 85’                                                                      |
| 5-9-2024                                                                 | Ciudad de Guatemala                                                      | Guatemala                                                                | 3 – 1                                                                    | Martinica                                                                | CONCACAF Nations League 2024-2025 - 1º turno                             | -                                                                        | 76’ 77’                                                                  |
| 9-9-2024                                                                 | Fort-de-France                                                           | Martinica                                                                | 2 – 2                                                                    | Guyana                                                                   | CONCACAF Nations League 2024-2025 - 1º turno                             | 1                                                                        | 73’                                                                      |
| 21-3-2025                                                                | Paramaribo                                                               | Suriname                                                                 | 1 – 0                                                                    | Martinica                                                                | Qual. Gold Cup 2025                                                      | -                                                                        | 85’                                                                      |
| 25-3-2025                                                                | Fort-de-France                                                           | Martinica                                                                | 0 – 1                                                                    | Suriname                                                                 | Qual. Gold Cup 2025                                                      | -                                                                        | 58’                                                                      |
| Totale                                                                   |                                                                          | Presenze                                                                 | 5                                                                        |                                                                          | Reti                                                                     | 1                                                                        |                                                                          |